# Kronbruden
Kronbruden (Bruidskroon) is een toneelstuk uit 1901 van de Zweedse schrijver August Strindberg.

## Toneelstuk
Strindberg schreef het toneelstuk tijdens een voor hem vruchtbare periode rond 1900. Hij leverde in vier jaar tijd 22 boekwerken op. Kronbuden werd dan ook samen uitgegeven met Svanevit en Ett drömspel. Het toneelstuk voert het publiek terug naar de tijd van Karel XV van Zweden (midden 19e eeuw). Plaats van handeling is Dalarna. Er heerste toen een strikt sociaal klimaat, dat soms een "normaal" leven in de weg stond. De eerste voorstelling van Kronbruden vond op 24 april 1906 plaats in het Zweedse Theater in de Finse hoofdstad Helsinki. Op 14 september 1907 was het in Stockholm te zien.
De basis is een verhaal van alle tijden. Soldatendochter Kersti (vrouw) en molenaarszoon Mats (man) ontmoeten elkaar tijdens de herfst als het vee verplaatst moet worden. Kersti en Mats worden verliefd, maar komen uit families die elkaar naar het leven staan. Zij krijgen (aangezien nog niet getrouwd) een onwettig kind. De families vinden de liefde tussen Kersti en Mats zodanig dat ze de strijdbijl willen begraven en de twee laten trouwen. Voorwaarde is echter dat Kersti nog maagd is. De bruidskroon wordt gezien als teken van onschuld. Het kind staat het huwelijks zodanig in de weg dat de moederliefde van Kersti omslaat en haar kind vermoordt. Kersti en Mats kunnen nu trouwen, maar de dood van het kind blijft Kersti kwellen. Kersti verzoent zich er uiteindelijk mee. Vervolgens verdrinkt ze. Het verhaal is een mengeling van de "echte" wereld en een sprookjeswereld met onder meer woudgeesten. Deze hebben een dubbelrol, ze helpen Kersti bij de bevalling, maar zitten ook haar huwelijk dwars.
Rollen zijn weggelegd voor Kersti, Mats, moeder van Kersti, vader van Kersti (soldaat), Kersti's grootvader, Brita (zuster van Mats), vader, grootvader, grootmoeder en zusters van Mats, politiechef, pastoor, een onbekende grote man en Jordgumman (woudgeest).

## Muziek

### Enna
De Deense componist August Enna schreef voor een aantal voorstellingen in Berlijn in 1913 begeleidende muziek. De muziek bestaat ten minste uit een Romance voor viool.

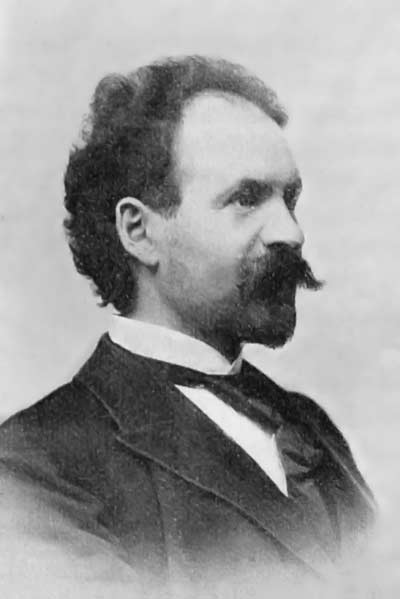
August Enna

### Rangström
Ture Rangström schreef op basis van genoemd toneelstuk in 1915 een opera in vier akten. Strindberg trad toen dus op als librettist. Het idee van een opera ontstond in 1909. Rangström stelde wel voor de verhaallijn wat makkelijker te maken, hetgeen door Strindberg werd afgekeurd. Uiteindelijk zou de tekst met miniem verschil overgenomen worden, Strindberg kon met die verschillen wel leven. In 1915 had Rangström de opera klaar, maar die belandde in de la. Pas op 21 oktober 1919 werd de première van de opera gegeven, niet in het theater in Stockholm waarvoor het geschreven was, maar in Stuttgart. De opera is lastig te beluisteren aangezien veel van de tekst als declamatie wordt gezongen. Van de opera werd in 1990 een film gemaakt door Inger Åby met Eva Österberg als Kersti en Ivo Cramérs choreografie. Uit de opera wordt het lied Forskarlsen säng weleens apart uitgevoerd.

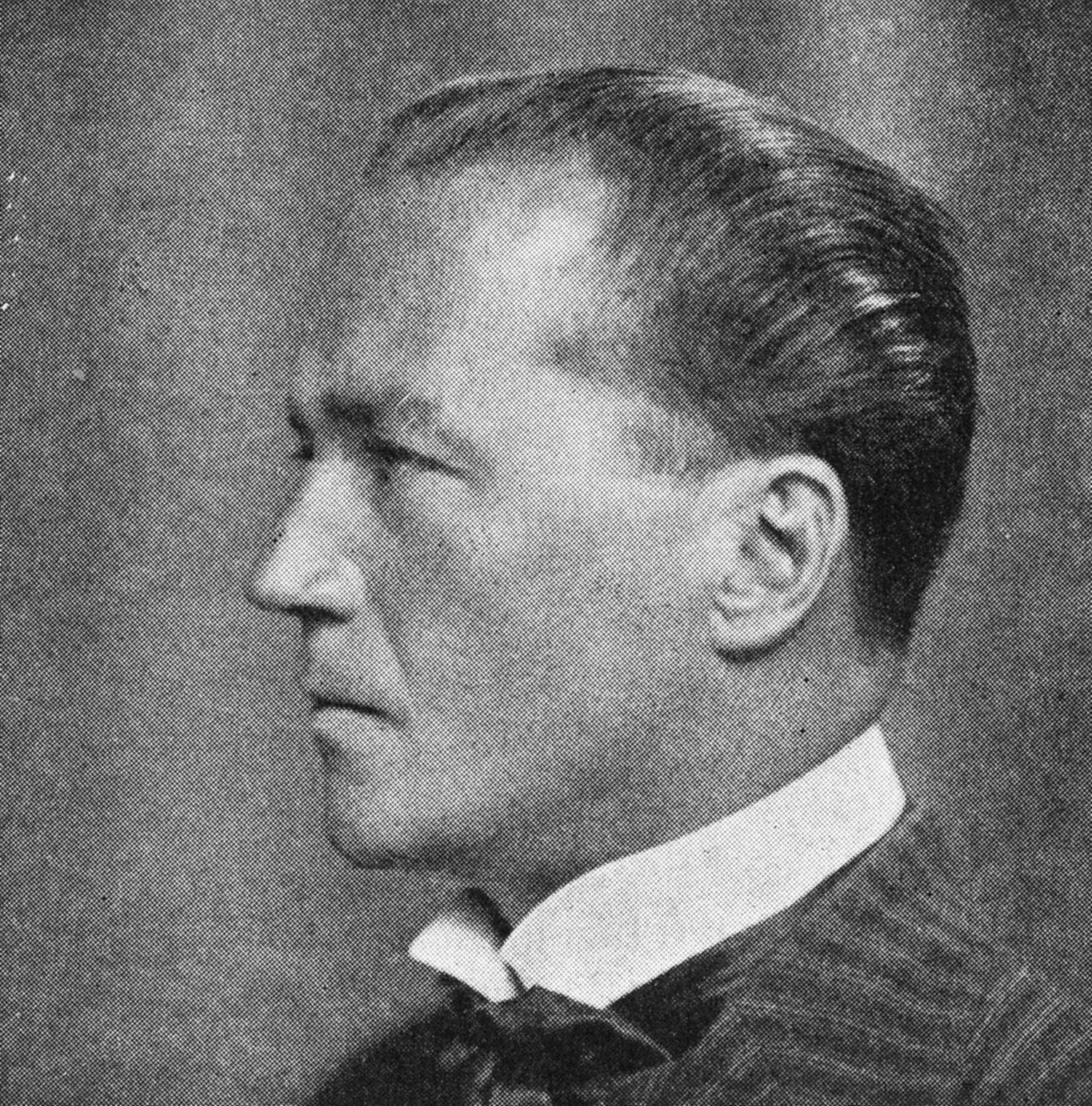
Ture Rangström

### Halvorsen
Gedurende het seizoen 1924/1925 werd aantal voorstellingen gespeeld in het Nationaltheatret in Oslo. De muzikaal leider van het theater en theaterorkest Johan Halvorsen componeerde zelf wat muziek ter omlijsting van het toneelstuk. Die muziek is na die voorstellingen weer opgeborgen en is alleen (nog) in manuscriptvorm voorhanden. Halvorsens muziek was niet de enige muziek die tijdens die uitvoeringen te horen was; hij koos ook voor muziek van August Söderman (Voorspel), Jean Sibelius (Pan en Echo), Wilhelm Peterson-Berger (Vid Frösö Kyrka) en nog wat volksmuziek. 

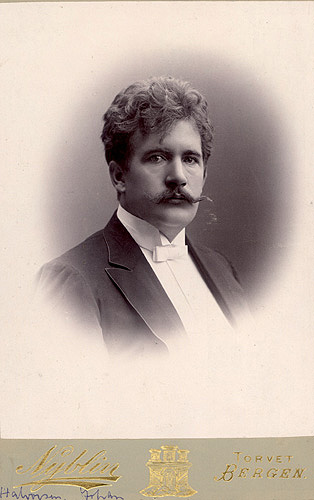
Johan Halvorsen